# Fernand Gabriel
Pour les articles homonymes, voir Gabriel.

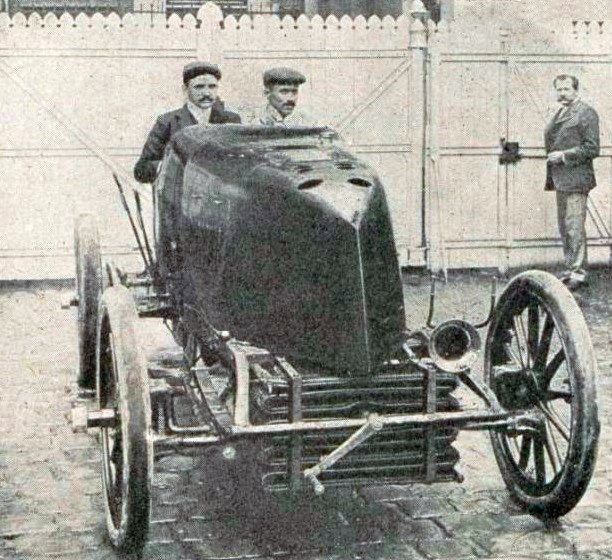
Fernand Gabriel et sa Mors, avant Paris-Madrid 1903 (course accomplie à plus de 100 km/h de moyenne, jusqu'à Bordeaux).

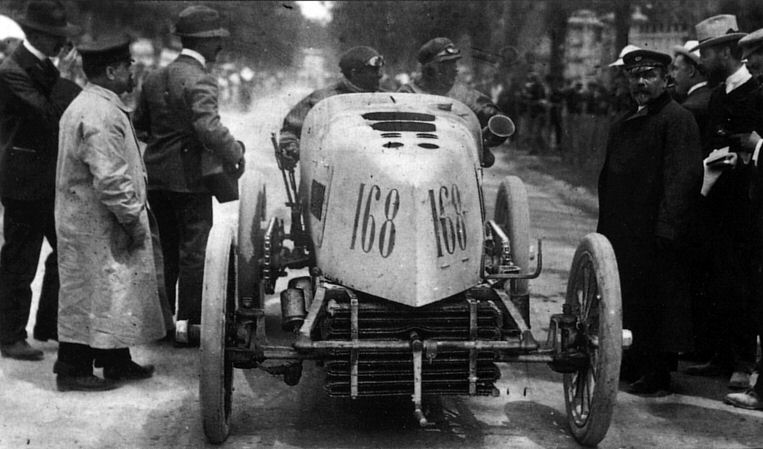
Fernand Gabriel dans son "torpilleur" Mors lors du Paris Madrid 1903.

Fernand Gabriel (30 avril 1878 à Paris 17e - 9 septembre 1943 à La Garenne-Colombes) est un pilote  automobile français.

## Biographie
En 1899, il remporte à 21 ans la catégorie Voiturettes du premier Tour de France automobile sur Decauville, et il doit abandonner lors du Paris-Bordeaux.
En 1901, il ne termine pas le Paris-Berlin, alors sur Darracq. L'année suivante, il est deuxième du Circuit des Ardennes sur une Mors Z et il se retire lors du Paris-Vienne, obtenant encore une victoire dans la côte de Château-Thierry près de Reims en 1902 sur Mors 60 HP et en fin d'année au mois d'octobre au kilomètre de Deauville (à 136,363 km/h, pour 26 s 4).
Il remporte la course automobile Paris-Madrid en 1903 aussi sur une Mors et il termine alors quatrième de la Coupe automobile Gordon Bennett, finissant aussi deuxième de la classe L lors de son séjour aux États-Unis en juin à Phoenix Park, sur la "Dauphine" 70 HP de Mors.
En 1904, il court sur de Dietrich : il est alors vainqueur des 5 kilomètres du Meeting d'Arras, quatrième lors des Éliminatoires Françaises de la Coupe Internationale, huitième au Circuit des Ardennes, et il abandonne au sixième tour de la Coupe Vanderbilt sur problème pneumatique. Ses résultats sont décevants en 1905 avec le modèle 24/28 (quatorzième des éliminatoires de la coupe internationale, dixième de la Coppa Florio et, abandon dans les Ardennes). De retour avec Lorraine-Dietrich en 1906, il est cinquième lors du circuit des Ardennes, après un abandon au début du Grand Prix de France au Mans. En 1907, il commence sa saison par le Kaiserpreis dans le Taunus alors associé à Arthur Duray (douzième de la première course), puis il est quatrième du Grand Prix de France à Dieppe ainsi qu'à la Coppa Velocita di Brescia et, sixième de la deuxième Targa Florio. En 1908, il passe sur Clément-Bayard lors du Grand Prix de France à Dieppe (douzième) et de la Coppa Florio à Bologne (abandon).
En 1911, le Grand Prix de France n'est pas organisé par l'ACF, et prend la dénomination de « Grand Prix des Vieux Tacots » au Mans. Gabriel s'y classe troisième, désormais sur Rolland-Pilain (son ami Duray étant quatrième), puis il abandonne peu après en juin sur FIF dans la Coupe des Voiturettes de Boulogne. En 1912, il ne prend part qu'au Grand Prix de France, qui le voit abandonner sur Côte. Il n'est pas plus heureux l'année suivante (sur Théodore Schneider désormais au GP de l'ACF (à Amiens) puis au GP de France (au Mans). Pour sa dernière saison (tronquée pour cause de Première Guerre mondiale) il n'obtient qu'un abandon de plus à Lyon, lieu d'organisation du GP de France.
Inlassable conducteur (à la suite de sept Grand Prix de France), Gabriel termine après guerre les 24 Heures du Mans en 1924 (deuxième édition) à la onzième place avec Henri Lapierre sur Ariès 8-10 CV (avec en prime la victoire de classe 1,1 l, l'équipage devant abandonner en 1925), et en 1926 à la treizième place avec Louis Paris sur un modèle 5-9 Sup CV (élimination de l'équipage en 1927, puis ultime abandon en 1928 alors que Gabriel est âgé de 50 ans pour sa cinquième apparition consécutive).
Il meurt dans un bombardement de l'usine Renault durant la Seconde Guerre mondiale.

## Distinctions
- Médaille commémorative de la guerre 1914–1918

## Vie privée
Marié une première fois à Paris avec Berthe Cerisay en 1901, il se remarie à Colombes en 1938 avec Huguette Detrez.

## Galerie d'images

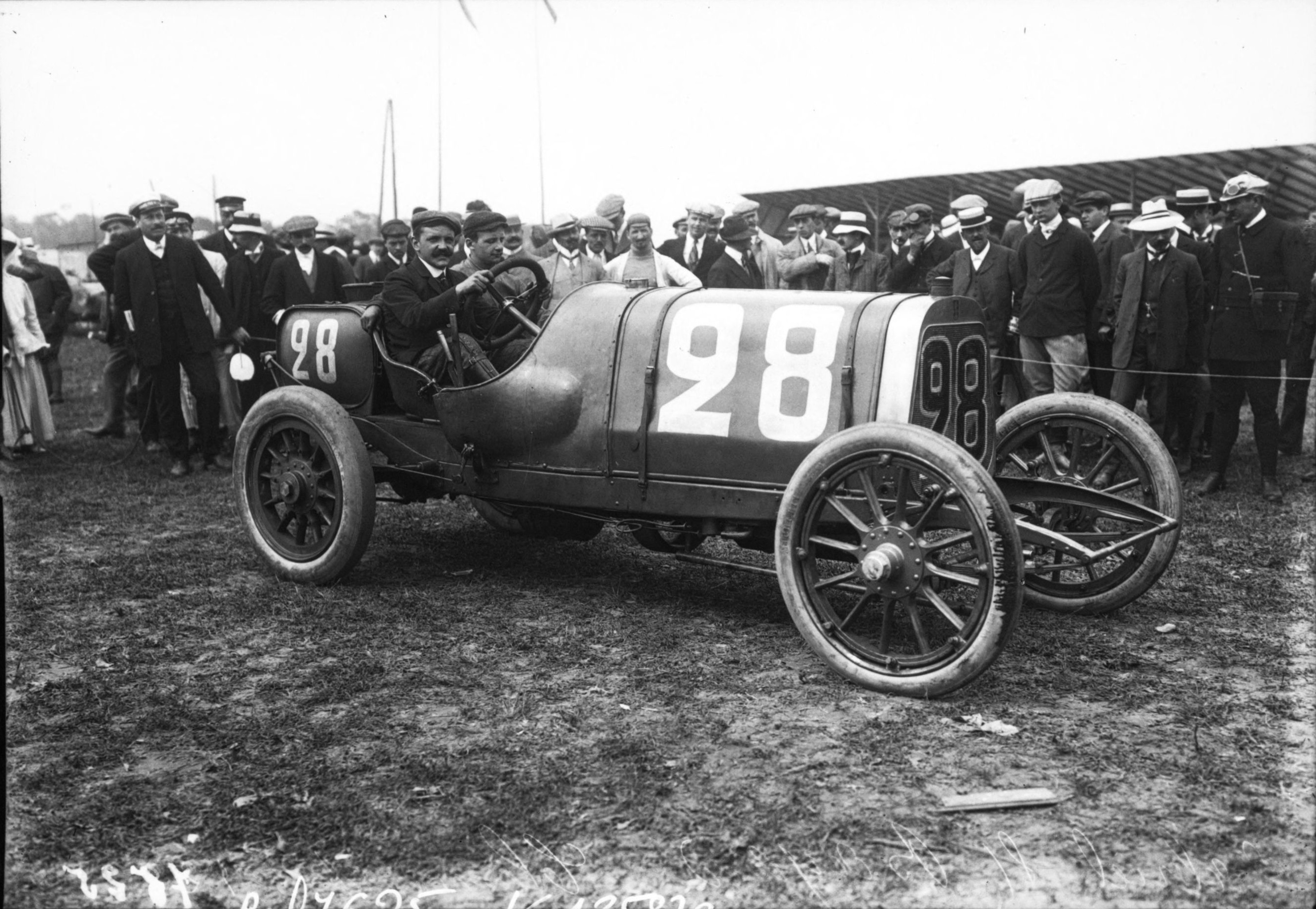
Grand Prix de France 1908 (à Dieppe sur Clément-Bayard);
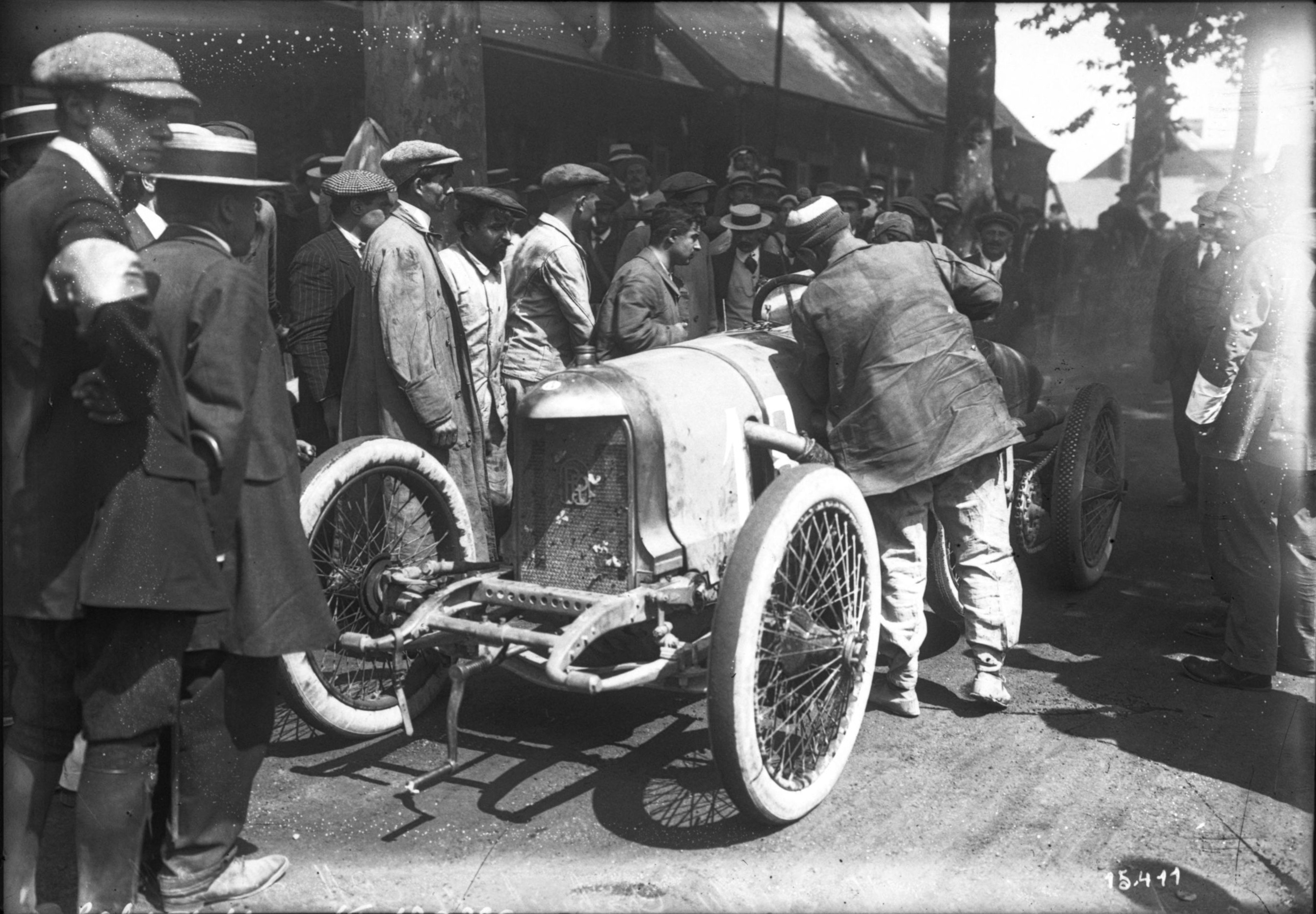
Grand Prix de France 1911 (Grand Prix des Vieux Tacots, au Mans sur Rolland-Pilain - 3e);
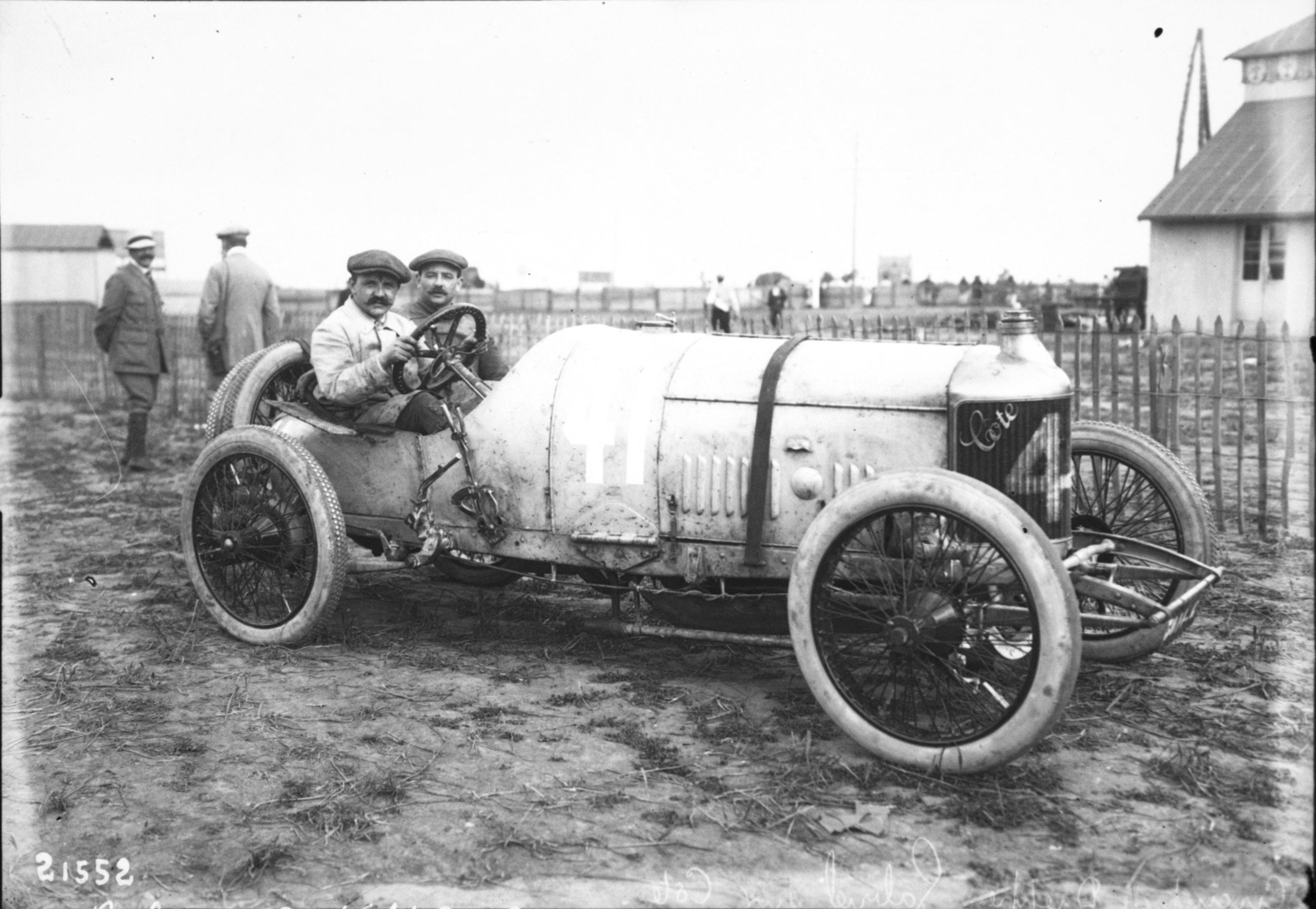
Grand Prix de France 1912 (à Dieppe sur Côte);
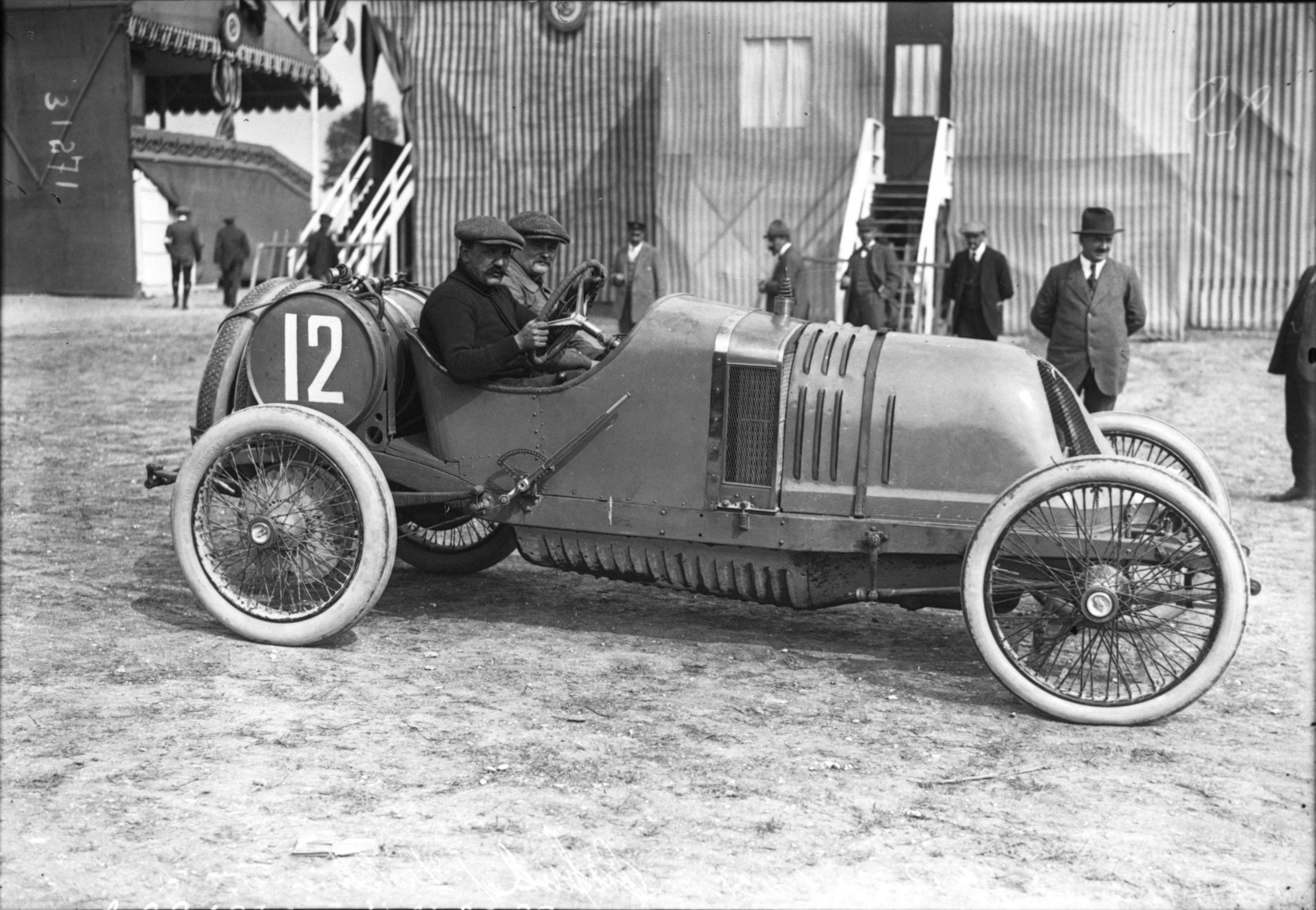
Grand Prix de France 1913 (à Amiens sur Théodore Schneider);
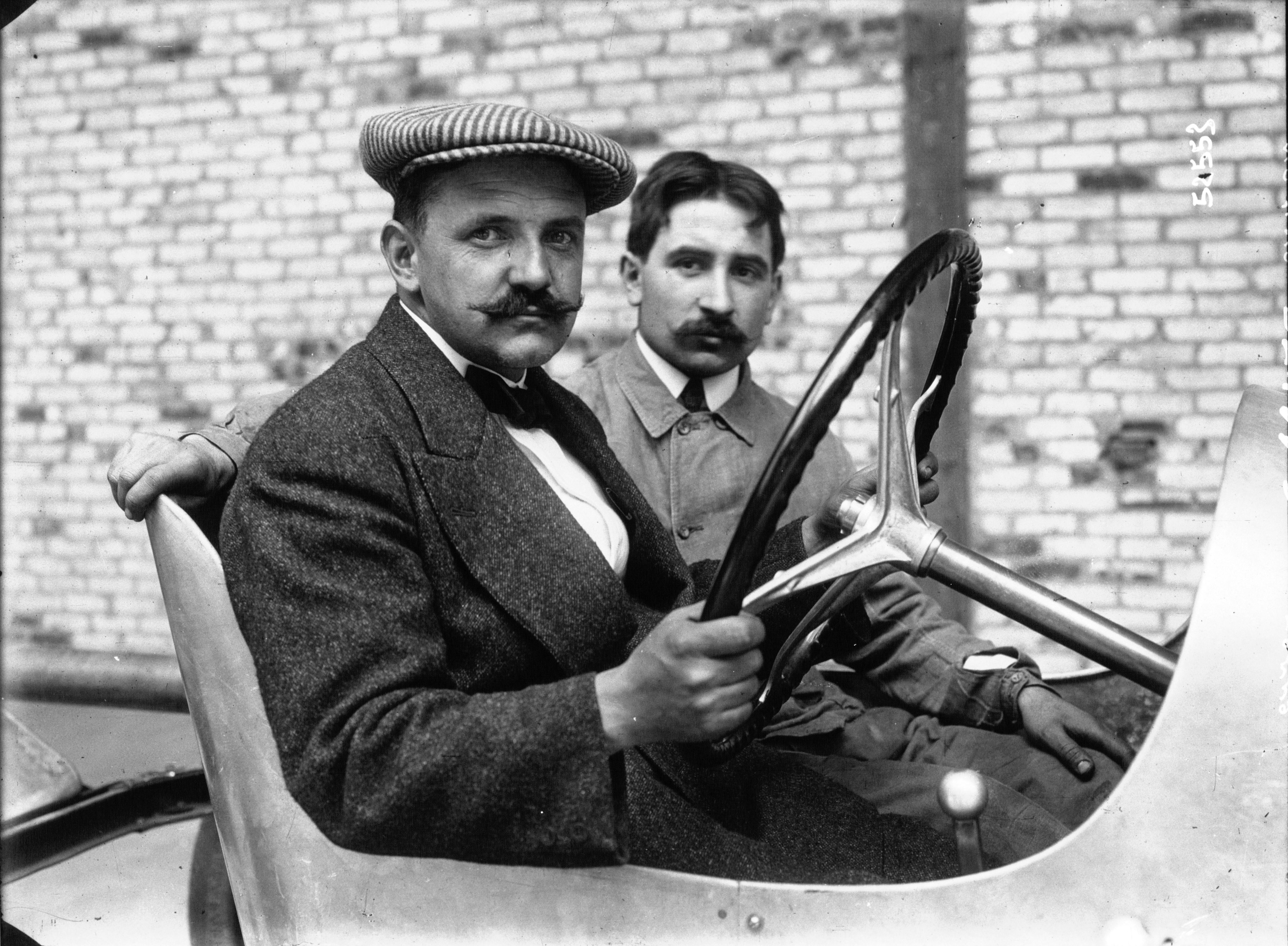
Grand Prix de France 1914 (à Lyon sur Théodore Schneider).

## Notes et références

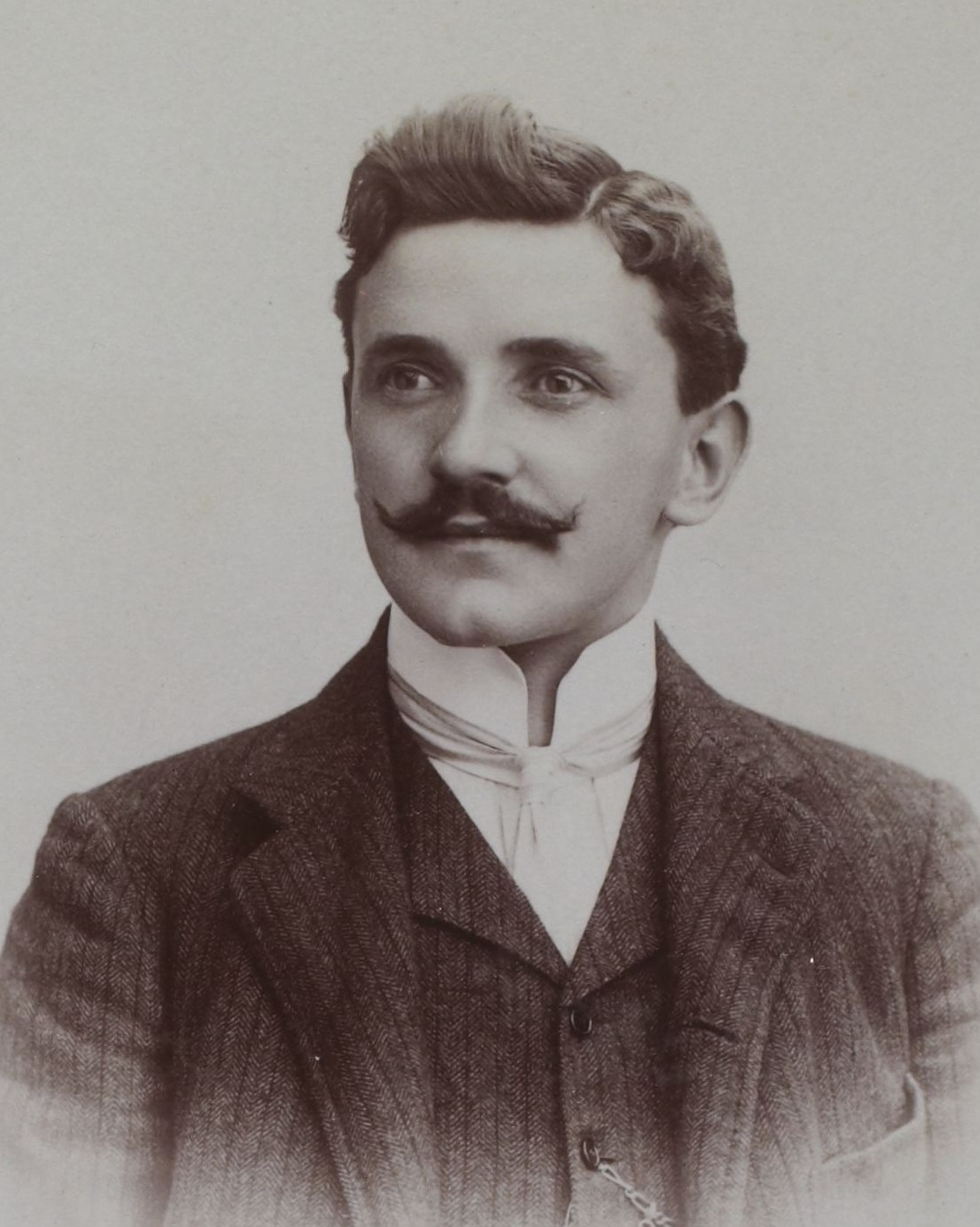
Fernand Gabriel vers 1900.